# アメリカ合衆国国土安全保障省
アメリカ合衆国国土安全保障省（アメリカがっしゅうこくこくどあんぜんほしょうしょう、英: United States Department of Homeland Security、略称: DHS）は、アメリカの行政機関のひとつ。公共の安寧の保持を所掌事務とする。
2001年9月11日に発生したアメリカ同時多発テロ事件を未然に防止することができなかった反省を踏まえて、テロリストの攻撃や自然災害等、あらゆる脅威から国土の安全を守るために、2002年11月に設置された、アメリカ合衆国連邦行政部の中で最も新しい省である。人員規模の点では、国防総省と退役軍人省に次いで、3番目に大きな省である。
概ね各国の内務省に相当する行政機関である。その使命は、テロリズムの防止、国境の警備・管理、出入国管理と税関業務、サイバーセキュリティ、防災・災害対策である。
アメリカの本土に対する安全保障政策は、ホワイトハウスで開かれる「合衆国国土安全保障会議（United States Homeland Security Council）」により調整される。このほかにアメリカの国土安全保障において特に重要な役割を担う行政機関としては、保健福祉省、司法省、エネルギー省がある。各州においては、連邦のDHSに相当する機関として、OHS（Office of Homeland Security、国土安全保障局）が設けられている。

## 経緯
2001年9月11日に起きたアメリカ同時多発テロ事件では、多くの事前情報があったにもかかわらずテロ攻撃を許してしまった経験から、それまで国内の安全情報に関する情報機関が多数に分立し縦割り行政となっていた事に問題点を見たアメリカ合衆国議会の主導によって提案された。ジョージ・W・ブッシュ第43代アメリカ合衆国大統領が署名し、2002年11月25日にこれら22の国内組織を統合し、総勢17-18万人（現在は20万人以上）の職員を有する巨大組織が設立された。
国家安全保障法以来の過去50年にない規模での省庁再編の結果、アメリカの行政機関の内、3番目に巨大な省として誕生した（1番目は国防総省・2番目は退役軍人省）。平時・戦時にかかわらず24時間態勢で活動し、大統領の命令に直接的に従うものとされている。
“Preserving our Freedoms, Protecting America”（我等の自由を保ち、アメリカを守る）がモットーであり、これは創設当時のブッシュ大統領の演説に因む。

## 沿革
- 2001年9月11日 - アメリカ同時多発テロ事件が発生。
- 2002年11月25日 - 国土安全保障省設立法にブッシュ大統領が署名し、設立が決定される。当初、本省が置かれていたネブラスカ通り合同庁舎

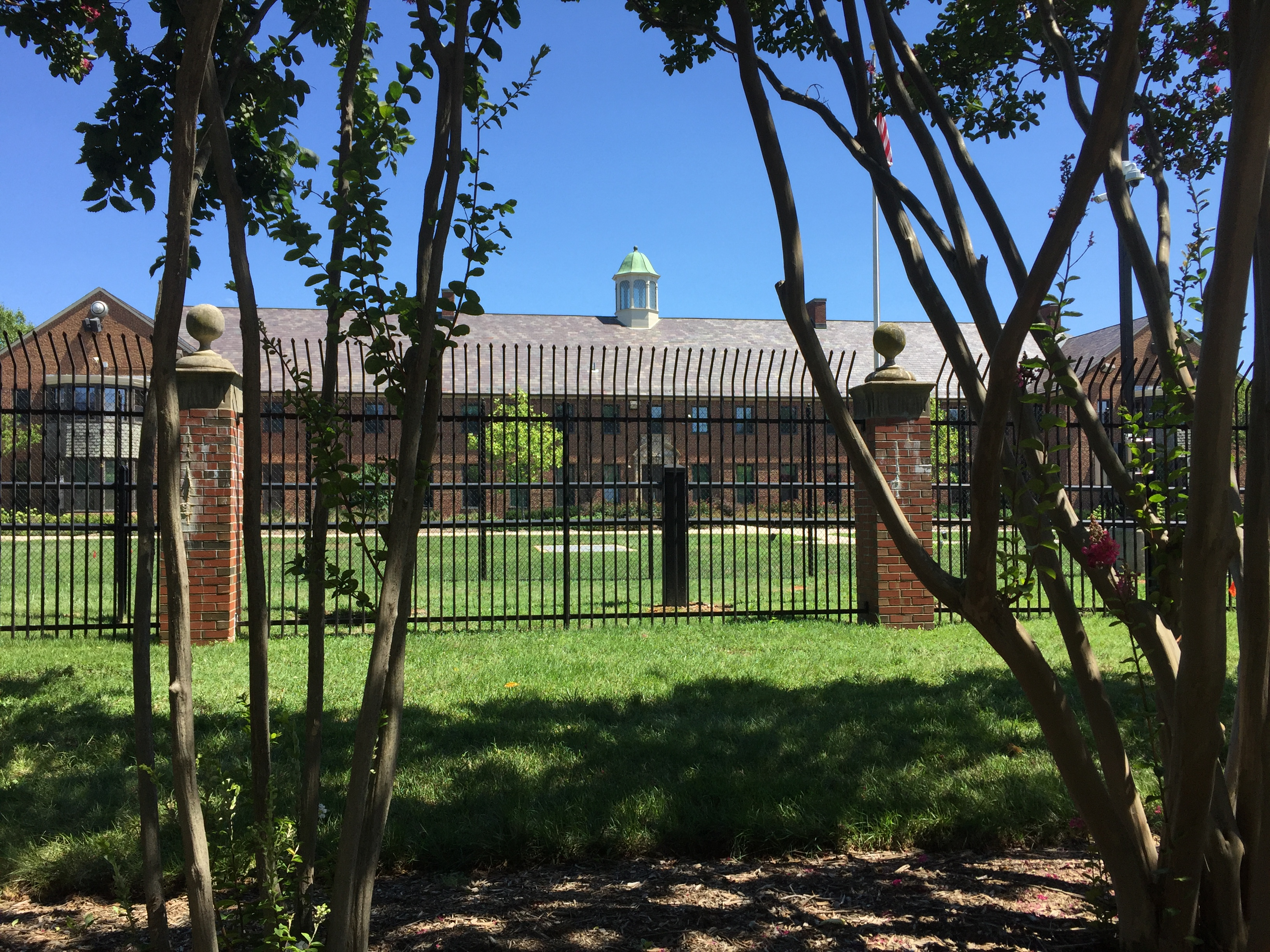
当初、本省が置かれていたネブラスカ通り合同庁舎

- 2003年1月24日 - 正式に業務開始。しかし、ロサンゼルス空港などでは係官1,000人以上をわずか数か月で養成したため、日本人を含む外国人に対して誤認逮捕などが起こった。
- 2009年 - 新型インフルエンザの大流行の際、メディアに頻繁に登場した。
- 2013年 - ネブラスカ通り合同庁舎からセントエリザベス病院西地区に移転。同地には沿岸警備隊本庁もある。

## 組織
現在、DHSは主に以下の5つの部門から構成されている。
- 連邦・地方連絡センター
- 国土インフラ脅威・危険分析センター
- 監視・警告
- 国境及び化学・生物・放射能・核・強化高性能爆薬兵器の脅威分析
- 国土環境脅威分析

内部組織は多岐にわたるため、上院議員100名全員がこれらの組織を監督する何らかの委員会や小委員会に属しているとされている。
2004年では、DHSは大きく4つの分野に分かれており、多くの政府機関の機能を統合運用する形となっている。
- 国境警備および運輸保安
- 緊急事態への準備・対応
- 科学・テクノロジー
- 情報分析および社会基盤（インフラ）の保護

カッコ内は基となった部署のある機関を示す。以下の部署名は暫定的な訳であり、日本語訳は定まっていない。

### 国境警備および運輸保安
- 税関・国境警備局（CBP）
  - 国境警備隊（司法省）
  - 関税監査局（財務省）
  - 農業検査局（農務省）
- 市民権・移民局（USCIS）：市民権、永住権、非移民ビザ・滞在・就労許可、難民、亡命申請の審査・裁定を行う、職員数は約19,000人
  - 移民・帰化局（司法省）
- 移民・関税執行局（ICE）：20,000人以上の職員を擁する大きな局
  - 関税局（財務省）
  - 連邦航空保安局（運輸省、連邦航空局、民間航空警備部?）：航空保安官（スカイマーシャル）関係
  - 連邦防護局（FPS）（一般調達局からの分離）：中央地方を問わず連邦合同庁舎の保安
- 動植物保健検査局（農務省）
- 運輸保安庁 (TSA;Transportation Security Administration)（運輸省）
- シークレットサービス - 秘密検察局（財務省）
- 沿岸警備隊(USCG)（運輸省）
- 国内対策室(ODP)（司法省）
- 連邦法執行訓練センター(FLET)（財務省）

### 緊急事態への準備・対応
- 連邦緊急事態管理庁（FEMA）
- 国家災害医療システム（保健福祉省）
- 国内緊急事態支援チーム（司法省）
- 国内準備対策局（FBI）
- 原子力事故対応チーム（エネルギー省）

### 科学・テクノロジー
- CBRN攻撃対策プログラム（エネルギー省）
- 環境計測研究所（エネルギー省）
- 国立生物兵器防衛分析センター（国防総省）
- プラムアイランド動物検疫センター（農務省）

### 情報分析および社会基盤（インフラ）の保護
- アメリカ合衆国サイバーセキュリティ・社会基盤安全保障庁 (CISA)

## 本部

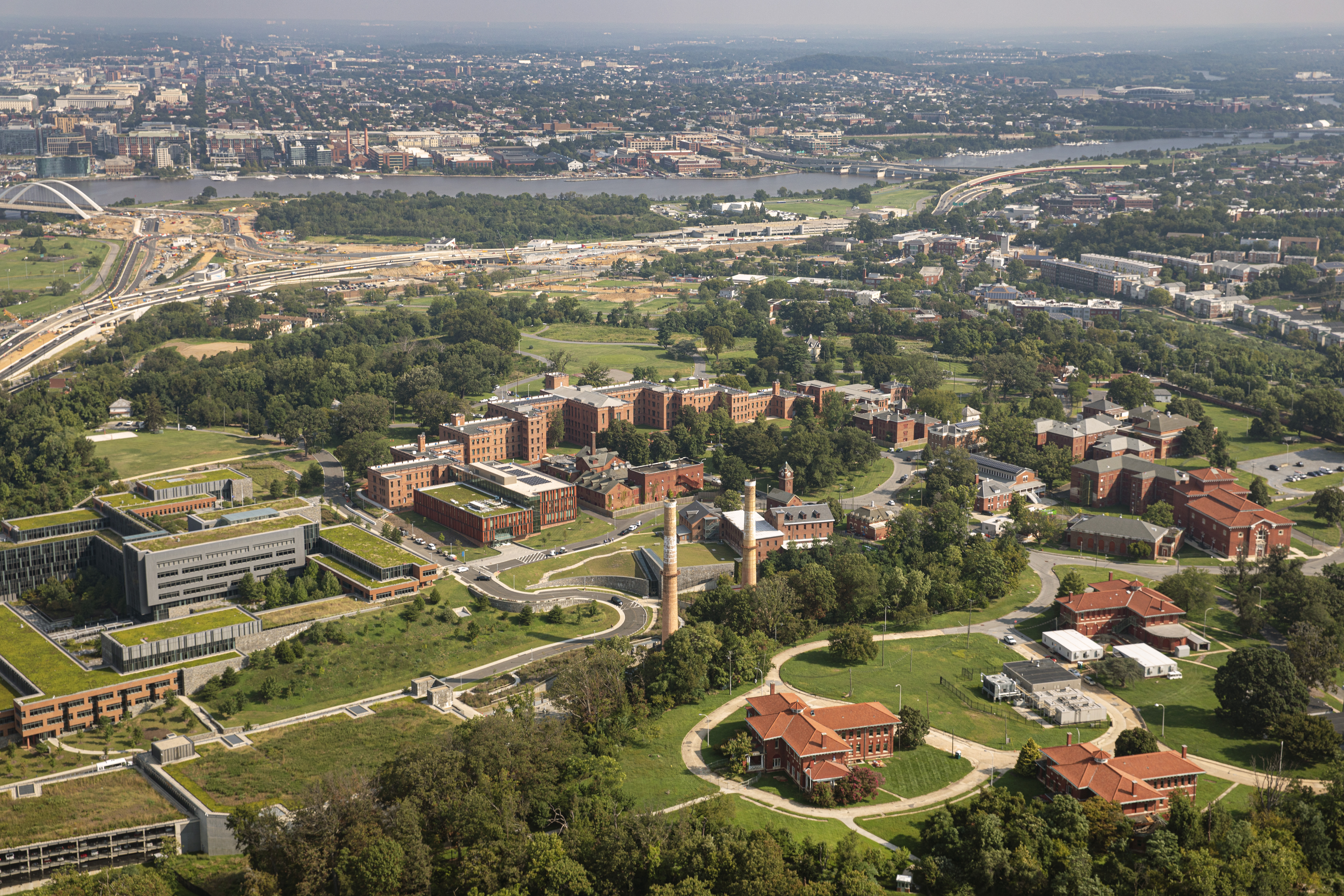
セントエリザベス病院跡西地区

ワシントンD.C.のネブラスカ通りにある旧セントエリザベス精神病院跡をリノベーションして設置された。

## 課題
米議会が意図したCIAとFBIの組織の統合は（フュージョンセンター）、CIAのカウンター・テロリズムセンターとFBIのテロリスト・スクリーニング・センターのように両者が従来の独自の権限を保有したまま別組織として行動・機能しているために、情報が集約されて分析されることはなく、組織統合が成功したとはいえない状況にある。
2003年3月に連邦緊急事態管理庁（FEMA）を、大統領直轄から国土安全保障省へ移管する組織改編が行われたが、2005年に相次いだハリケーン災害への対応を巡って、組織改編による指揮系統の混乱が災害対応の遅れに繋がったのではないかという批判が出た。これは、国土安全保障法の細部を定める実行法が統一されず、組織改編前と同様に各省庁に分散したままだったことが影響している。また、国土安全保障省では人事管理のマニュアルも出来ておらず、移籍した22の機関も実質的に分散したままであり、互いの意思疎通も出来ていなかった。